# Louis Choris
Louis Choris (22 mars 1795, Yekaterinoslav-22 mars 1828, Veracruz) est un dessinateur, peintre et explorateur germano-russe.

## Biographie
Né en Petite Russie de parents allemands, il voyage en 1813 avec Friedrich August Marschall von Bieberstein dans le Caucase puis fait partie de l'expédition d'Otto von Kotzebue autour du monde (1814-1816).
En France, il publie un Voyage pittoresque autour du monde (1821-1823), écrit avec Georges Cuvier, Adelbert von Chamisso et Franz Joseph Gall, qui fait sensation. L'ouvrage est suivi, en 1826, des Vues et paysages des régions équinoxiales.
Élève de Jean-Baptiste Regnault et de François Gérard, il travaille avec ce dernier au Sacre de Charles X.
Il est assassiné par des voleurs lors d'un voyage avec George Henderson en Amérique, près de Veracruz, le jour de ses 33 ans.
Son Recueil de têtes et de costumes des habitants de la Russie, avec des vues du Caucase a été publié à titre posthume.
Ses œuvres sont conservées à l'Anchorage Museum (en), à l'Honolulu Museum of Art et à l'Oakland Museum of California

## Galerie

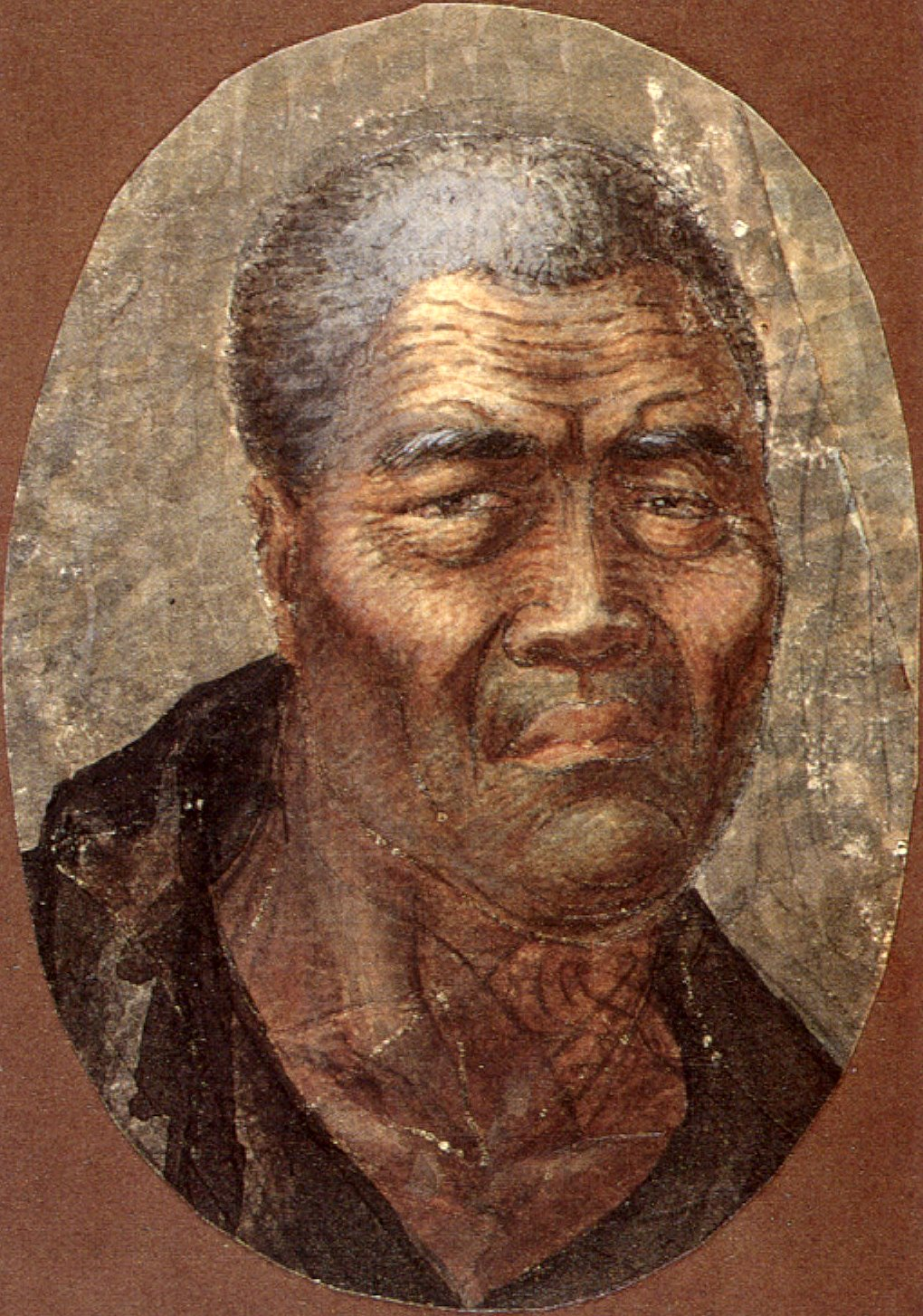
Kamehameha, roi des îles Sandwich, plume et aquarelle, 1816, Honolulu Museum of Art
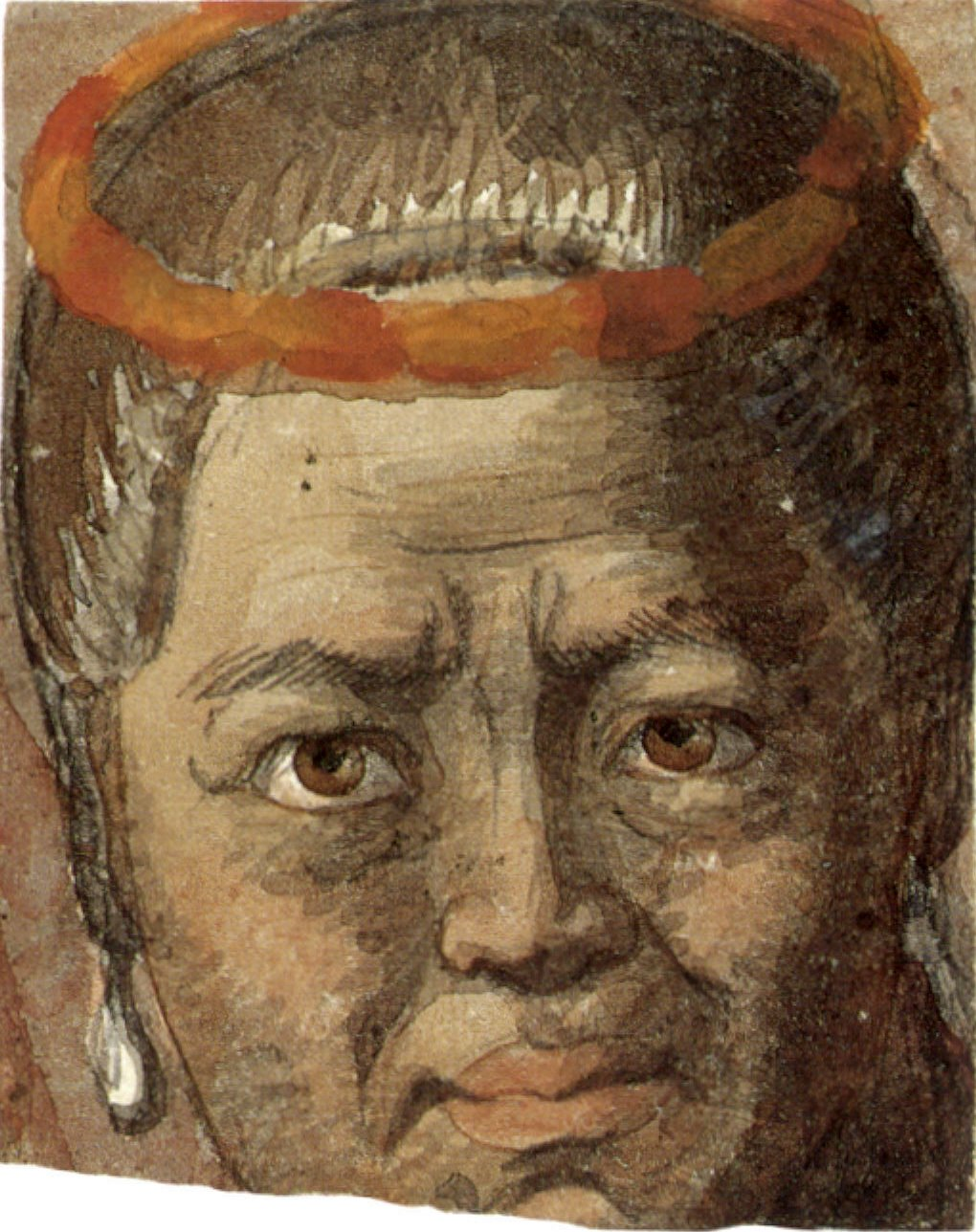
Kaahumanu, Femme des îles Sandwich, plume, lavis d'encre et à l'aquarelle, 1816, Honolulu Museum of Art
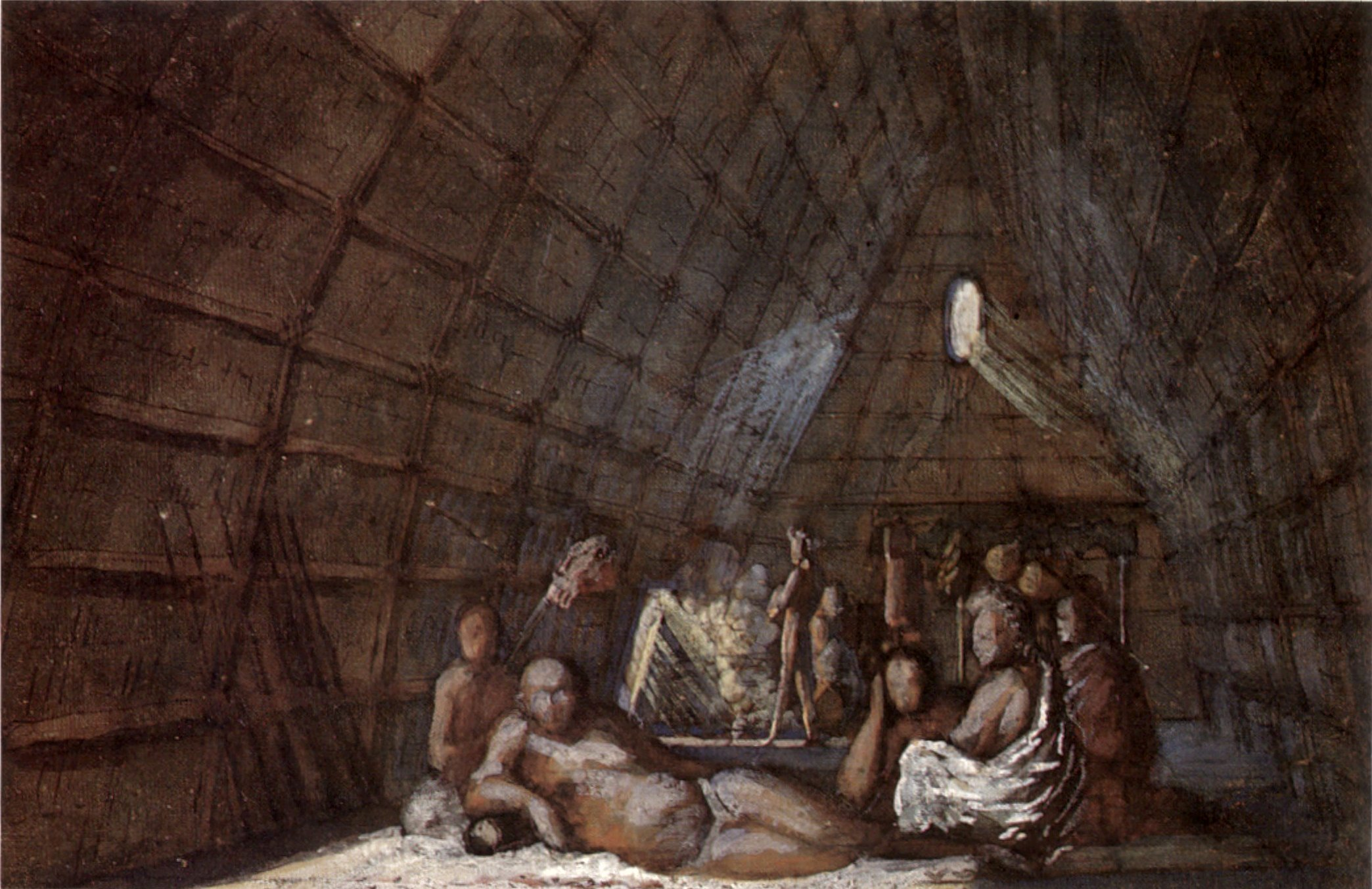
Intérieur d'une maison d'un chef des îles Sandwich, plume, aquarelle et gouache, 1816, Honolulu Academy of Arts
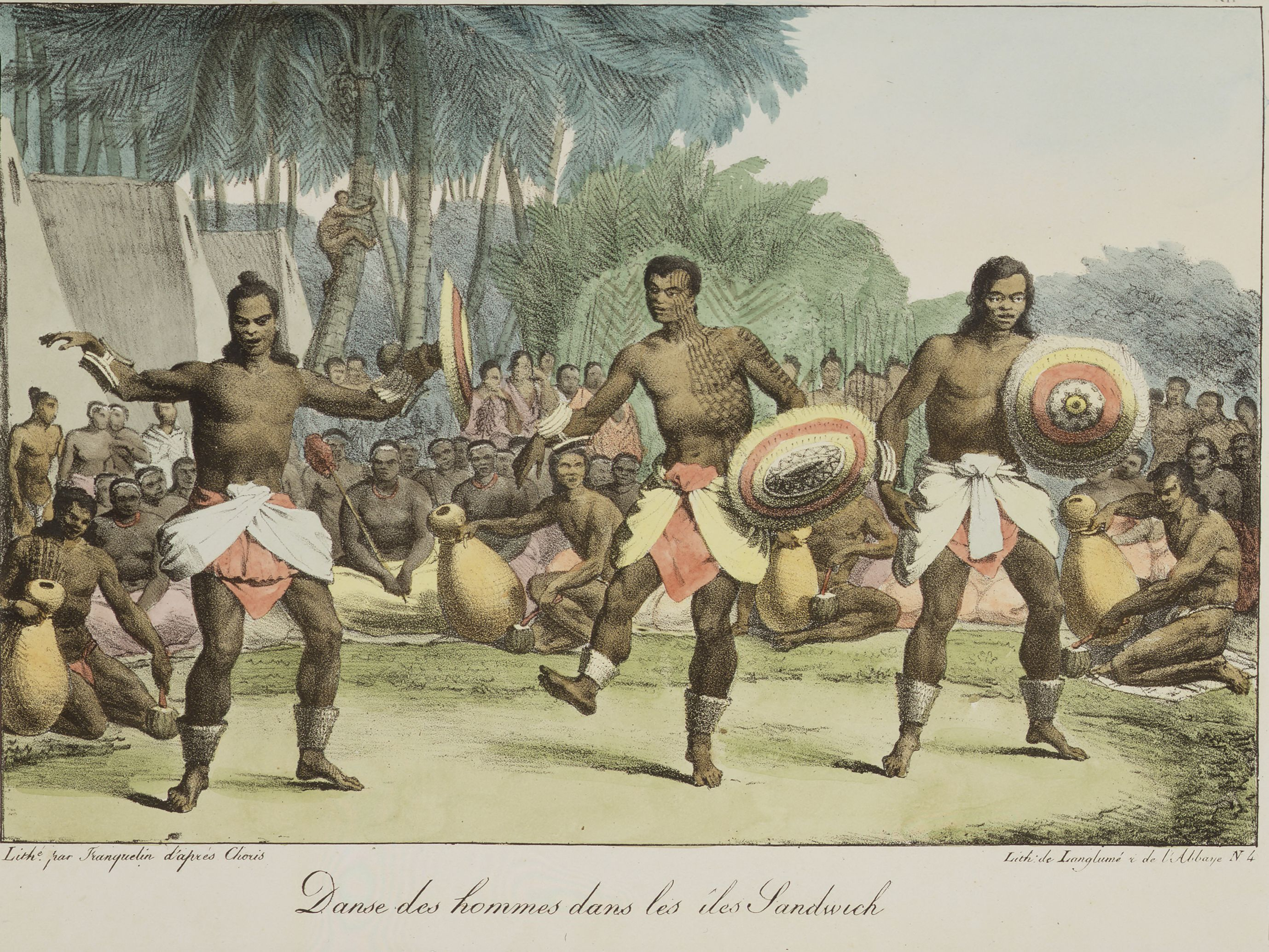
Danse des hommes dans les iles Sandwich, 1816, Bibliothèque nationale de Nouvelle-Zélande
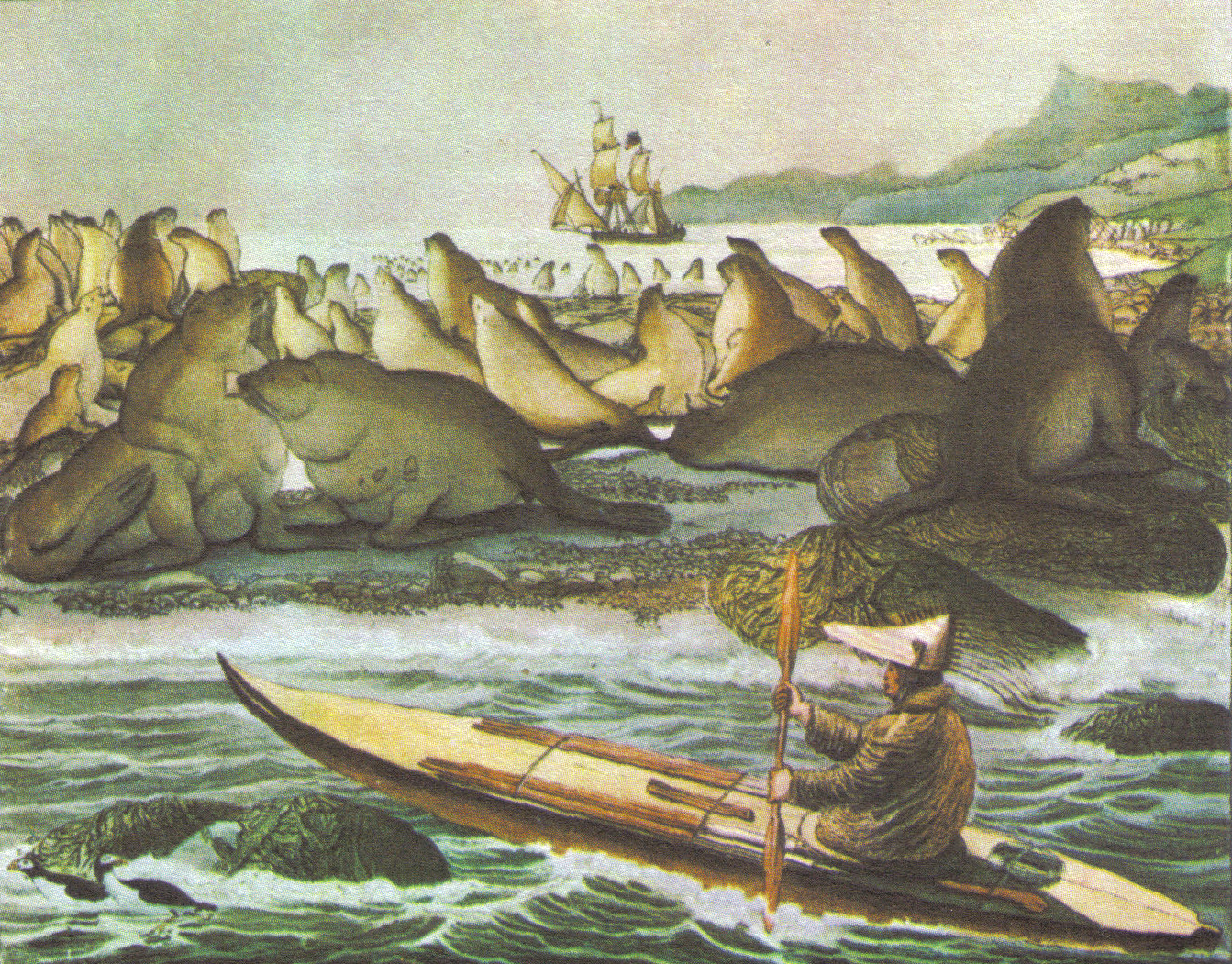
Le Rurik jetant l'ancre près de l'Île Saint-Paul dans la mer de Béring afin de charger de la nourriture et l'équipement pour l'expédition en mer des Tchouktches, au nord, 1817